# Samkowy Grzbiet

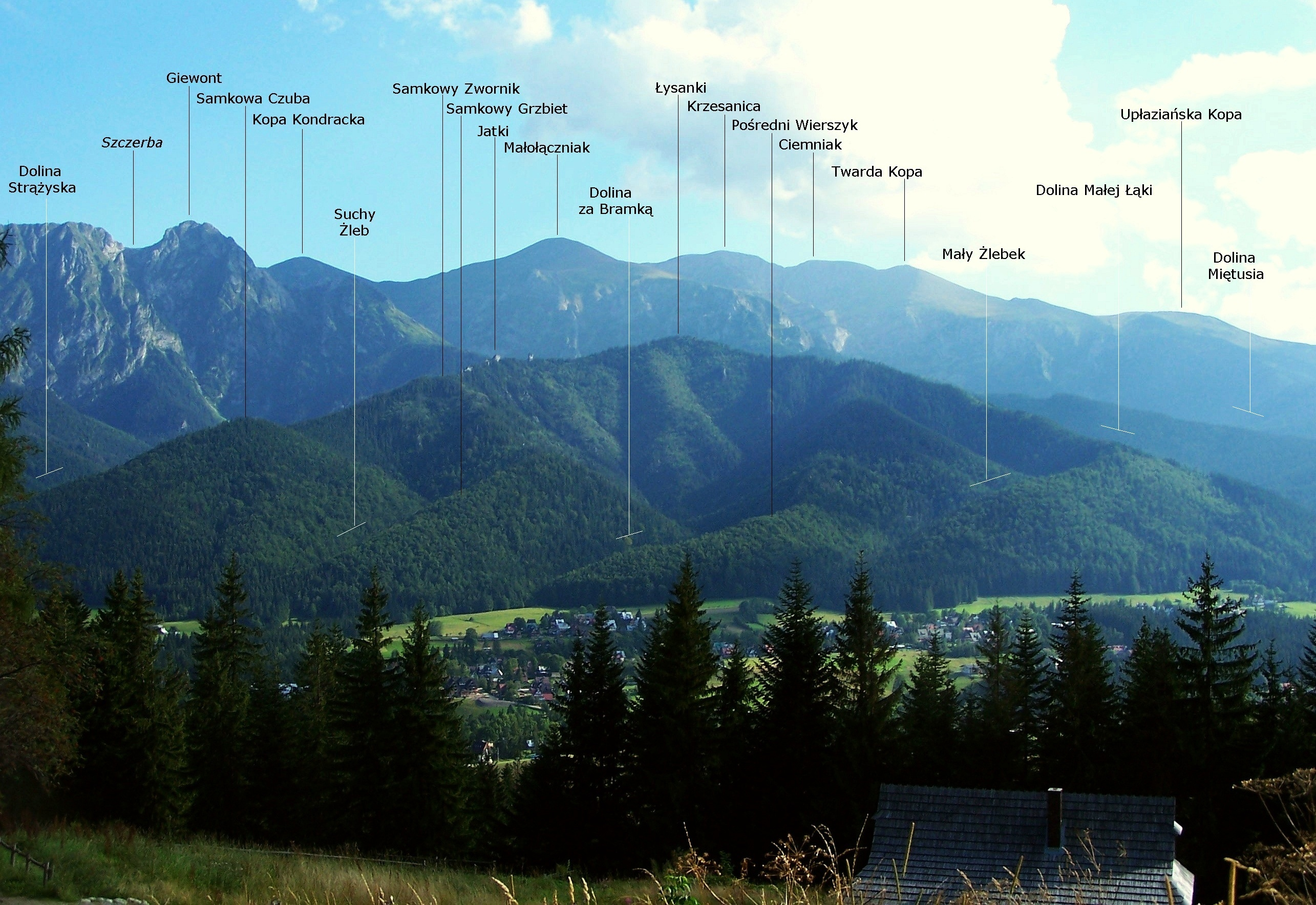
Widok z Pasma Gubałowskiego

Samkowy Grzbiet – grzbiet odchodzący od Samkowego Zwornika (1317 m) w masywie Łysanek w polskich Tatrach Zachodnich. Odchodzi w północno-zachodnim kierunku, niżej zakręcając w północnym kierunku, i opada do Kotliny Zakopiańskiej powyżej osiedla Mraźnica. Grzbiet ten oddziela dolinkę Suchy Żleb (po jego wschodniej stronie) od Doliny za Bramką (po zachodniej stronie).
Samkowy Grzbiet porastają trudne do przebycia gąszcze i nie prowadzą nim szlaki turystyczne, jedynie północnym podnóżem Droga pod Reglami. Znajduje się na obszarze ochrony ścisłej Regle Zakopiańskie (Tatrzański Park Narodowy). Nazwa pochodzi od wzniesienia Samkowa Czuba, którego z kolei nazwa wywodzi się od podhalańskiego nazwiska lub przezwiska Samek.